# Ангел на мира
„Ангел на мира“ (на немски: Friedensengel) е монумент от края на XIX век, издигнат в Богенхаузен, район на Мюнхен.
Представлява позлатена бронзова статуя на ангел върху висока колона в коринтски стил. Архитекти на монумента са Хайнрих Дюл, Георг Пецолд и Макс Хайлмайер. Разположен е на брега на река Изар, до моста „Луитполдбрюке“ и е източният край на булевард „Принцрегентщрасе“.

## Конструкция
„Ангел на мира“ се намира в Максимилиан Парк, на извисен над нивото на улицата площад с фонтан. Мястото е подходящо за изглед към града в северозападна посока по протежението на широкия булевард „Принцрегентщрасе“. Монументът представлява висока 38 метра колона в коринтски стил, на чийто връх е монтирана шестметрова статуя на ангел, реплика на статуята на Нике от Пеоний.
Ангелът е възпоменание за двадесет и петте мирни години след края на Френско-пруската война през 1870/71 година. В малкия храм, който паметникът помещава, са изложени портретите на германските императори Вилхелм I, Фридрих III, Вилхелм II, баварските крале Лудвиг II, Ото и Луитполд, принцрегент на Бавария, имперския канцлер Ото фон Бисмарк и генералите Хелмут фон Молтке, Албрехт фон Роон, Лудвиг фон дер Тан, Якоб фон Хартман и Зигмунд фон Пранк. Златна мозайка изобразява алегории на мира и войната, на победата и благоденствието.
Основополагащият камък е поставен на 10 май 1896 година – 25 години след подписването на Франкфуртския мирен договор, а официалното откриване е на 16 юли 1899. Скулптурата от позлатен бронз е колективно дело на архитектите Хайнрих Дюл, Георг Пецолд и Макс Хайлмайер. Фонтанът в основата на монумента е дело на Вилхелм фон Рюман.
През 1981 година статуята на ангела пада от колоната, но значителните щети по крилете и единия крак са успешно отстранени и тя е върната на мястото си през 1983 година.